# Andreas Lidblom
Andreas Lidblom, född 30 oktober 1795 i Lidens socken, död 8 april 1869 i Ullångers socken, var en svensk präst och amatörorgelbyggare. 

## Biografi
Lidblom föddes 1795 på Lidgatu i Ådals-Lidens socken och var son till klockaren Johan Andersson och Christina Philipsdotter. Blev student hösten 1819. Han prästvigdes 6 juli 1824. Lidblom verkade som adjunkt i Fjällsjö församling år 1831. 28 september 1831 blev han vice kollega i Härnösands apologistskola. Familjen flyttade 1 maj 1848 till Prästbordet i Ullångers socken då han blev komminister där. Han avled den 8 april 1869 i Ullånger.

### Familj
Lidblom gifte sig 7 augusti 1831 i Norrköping med Inga Katarina Elisabet Tigner, född 1812, död 1839 i Härnösand. De fick tillsammans fyra barn: Christina Maria (1832-1904), Johan Victor (1834-1876), Agnes Carolina (1838–1839) och Catharina Magdalena (1839–1840).

## Lista över orglar
| År        | Ursprunglig kyrka | Stift     | Bild | Manualer | Pedal | Stämmor | Bevarad orgel/fasad | Övrigt |
| --------- | ----------------- | --------- | ---- | -------- | ----- | ------- | ------------------- | --- |
| 1829      | Ljustorps kyrka   | Härnösand |      |          |       |         |                     | Reparerade ett orgelverk. |
| Före 1869 | Mo kyrka          | Härnösand |      |          |       | 3       | Nej/Nej             | En ny orgel byggdes 1881 av P L Åkerman & Lund, Stockholm.                                                                              |
| 1871      | Gideå kyrka       | Härnösand |      |          |       | 5       | Nej/Nej             | En mellanstämma tillbyggdes något år senare av Johan Gustaf Ek, Torpshammar. 1907 byggdes en ny orgel av E A Setterquist & Son, Örebro. |